# Luis Anaya
Luis Alonso Anaya Merino (San José Guayabal, 19 maggio 1981) è un calciatore salvadoregno, di ruolo difensore.
La sua attività è stata interrotta nel 2013 in seguito allo scandalo delle partite vendute della Nazionale di calcio di El Salvador.